# Lucie Frateur
Lucie Frateur (Leuven, 4 mei 1915 – Beaulieu-sur-Mer, 10 juli 2006) was een Belgische zangeres en muziekpedagoge. Haar stembereik was sopraan.
Ze kreeg haar muziekopleiding aan het Koninklijk Vlaams Conservatorium in Antwerpen. Zij studeerde daar onder andere bij Gabriëlle Godenne-Loots en later ook in Nederland bij Theodora Versteegh (zangtechniek) en Jacoba Dresden-Dhont (zang). Aanvullende studies vonden nog plaats in Parijs. Ze begon met optreden, maar kreeg hartklachten. Om af te zijn van de steeds dwingende verzoeken om recitals vertrok ze na de Tweede Wereldoorlog naar Den Haag, waar zij zich voornamelijk ontwikkelde tot zangpedagoge. Vanaf 1969 combineerde ze dat met het docentschap aan genoemde instelling in Antwerpen. Onder haar leerlingen bevonden zich Ria Bollen, Elly Ameling, Sylvia Schlüter, Hilary Reynolds, Ruud van der Meer, René Jacobs, Jos Van Immerseel en de Belgische zangeres Hilde Frateur, een achternicht van haar en zingende in het populaire genre. Andere zangers zoals Georgette Hagedoorn en Paul van Vliet raadpleegden haar bij stemproblemen. Lucie Frateur keerde terug naar België om neer te strijken in Heverlee en weer in Leuven en zong af en toe in een mis mee. Ze overleed te Beaulieu-sur-Mer.
Samen met Ru Paré richtte ze de Theodora Versteegh Stichting op ter verbetering van de algehele zangtechniek.
Van haar hand verscheen na vijf jaar onderzoek het boekwerk Het vocaal instrument in 1987. Ze bracht daarbij de zang niet terug tot alleen keel of strottenhoofd maar kwam met de visie, dat alle lichaamsdelen van belang waren om tot de juiste toonvorming te komen, tot op late leeftijd aan toe. Het boekwerk kreeg diverse herdrukken, ook in het Frans (L’instrument vocal).
- Gemeinsame Normdatei: 1022233882
- International Standard Name Identifier: 0000 0003 8982 7639
- MusicBrainz: 6de5c99c-a3b5-4c19-9265-72f7bf60b21f
- Nederlandse Thesaurus van Auteursnamen: 087967987
- Virtual International Authority File: 283285205
- WorldCat: E39PBJxcWKVkHJDgxmTF9qkxDq